# U-Bahn-Linie U1 (Wien)
| Zug der Linie U1 in der Station Kaisermühlen, im Hintergrund die UNO-City |                      |                                                   |                                                   |
| Streckenlänge: | 19,2 km              |                                                   |                                                   |
| Spurweite: | 1435 mm (Normalspur) |                                                   |                                                   |
| Stromsystem: | 750 V =              |                                                   |                                                   |
| Streckengeschwindigkeit: | 80 km/h              |                                                   |                                                   |
| Zugbeeinflussung: | LZB                  |                                                   |                                                   |
| |                      |                                                   |                                                   |
| \| \| \| \| \| \| \| \| Oberlaa \| \| \| \| \| \| \| \| \| \| \| \| \| \| \| Abstellanlage Neulaa \| \| \| \| \| \| \| \| \| \| \| \| \| \| \| Neulaa \| \| \| \| \| \| \| \| \| \| \| \| \| \| \| \| \| \| \| \| \| \| \| \| \| \| \| \| \| \| Alaudagasse \| \| \| \| \| \| \| \| \| \| Altes Landgut \| \| \| \| \| Troststraße \| \| \| \| \| \| \| \| \| \| Reumannplatz \| \| \| \| \| \| \| \| \| \| Keplerplatz \| \| \| \| \| Südtiroler Platz-Hauptbahnhof \| \| \| \| \| \| \| \| \| \| Taubstummengasse \| \| \| \| \| Karlsplatz \| \| \| \| \| Wienfluss \| \| \| \| \| Karlsplatz \| \| \| \| \| Stephansplatz \| \| \| \| \| Betriebsgleis 0: U4-Roßauer Lände, U2-Schottentor \| \| \| \| \| Schwedenplatz \| \| \| \| \| Donaukanal \| \| \| \| \| Nestroyplatz \| \| \| \| \| \| \| \| \| \| Praterstern \| \| \| \| \| \| \| \| \| \| Vorgartenstraße \| \| \| \| \| \| \| \| \| \| \| \| \| \| \| Reichsbrücke, Donau \| \| \| \| \| Donauinsel Eingehaust \| \| \| \| \| Reichsbrücke, Neue Donau \| \| \| \| \| Kaisermühlen – VIC \| \| \| \| \| \| \| \| \| \| Alte Donau \| \| \| \| \| Alte Donau \| \| \| \| \| \| \| \| \| \| Kagran \| \| \| \| \| Abstellanlage Kagran (bis 2006) \| \| \| \| \| \| \| \| \| \| Kagraner Platz \| \| \| \| \| \| \| \| \| \| \| \| \| \| \| \| \| \| \| \| Rennbahnweg \| \| \| \| \| \| \| \| \| \| Aderklaaer Straße \| \| \| \| \| \| \| \| \| \| \| \| \| \| \| Großfeldsiedlung \| \| \| \| \| \| \| \| \| \| \| \| \| \| \| Leopoldau Eingehaust \| \| \| \| \| Abstellanlage Leopoldau \| \| |                      |                                                   |                                                   |
| |                      |                                                   |                                                   |
| U-Bahn-Bahnhof |                      | Oberlaa                                           | Oberlaa                                           |
| U-Bahn-Überleitstelle / Spurwechsel |                      |                                                   |                                                   |
| |                      |                                                   |                                                   |
| U-Bahn-Dienststation / Betriebs- oder Güterbahnhof |                      | Abstellanlage Neulaa                              | Abstellanlage Neulaa                              |
| |                      |                                                   |                                                   |
| U-Bahn-Überleitstelle / Spurwechsel |                      |                                                   |                                                   |
| U-Bahn-Haltepunkt / Haltestelle |                      | Neulaa                                            | Neulaa                                            |
| U-Bahn-Tunnelanfang |                      |                                                   |                                                   |
| U-Bahn-Überleitstelle / Spurwechsel (im Tunnel) |                      |                                                   |                                                   |
| U-Bahn-Tunnelende |                      |                                                   |                                                   |
| |                      |                                                   |                                                   |
| U-Bahn-Tunnelanfang |                      |                                                   |                                                   |
| U-Bahn-Haltepunkt / Haltestelle (im Tunnel) |                      | Alaudagasse                                       | Alaudagasse                                       |
| U-Bahn-Überleitstelle / Spurwechsel (im Tunnel) |                      |                                                   |                                                   |
| U-Bahn-Haltepunkt / Haltestelle (im Tunnel) |                      | Altes Landgut                                     | Altes Landgut                                     |
| U-Bahn-Haltepunkt / Haltestelle (im Tunnel) |                      | Troststraße                                       | Troststraße                                       |
| |                      |                                                   |                                                   |
| U-Bahn-Haltepunkt / Haltestelle (im Tunnel) |                      | Reumannplatz                                      | Reumannplatz                                      |
| U-Bahn-Überleitstelle / Spurwechsel (im Tunnel) |                      |                                                   |                                                   |
| U-Bahn-Haltepunkt / Haltestelle (im Tunnel) |                      | Keplerplatz                                       | Keplerplatz                                       |
| U-Bahn-Haltepunkt / Haltestelle (im Tunnel) |                      | Südtiroler Platz-Hauptbahnhof                     | Südtiroler Platz-Hauptbahnhof                     |
| U-Bahn-Überleitstelle / Spurwechsel (im Tunnel) |                      |                                                   |                                                   |
| U-Bahn-Haltepunkt / Haltestelle (im Tunnel) |                      | Taubstummengasse                                  | Taubstummengasse                                  |
| U-Bahn-Strecke quer (im Tunnel) · U-Bahn-Turmhaltepunkt mit Tunnelstrecke und geradeaus unten (im Tunnel) · U-Bahn-Strecke quer (im Tunnel) |                      | Karlsplatz                                        | Karlsplatz                                        |
| |                      | Wienfluss                                         |                                                   |
| U-Bahn-Kopfbahnhof Streckenanfang und quer (im Tunnel) · U-Bahn-Kreuzung mit Tunnelstrecke und geradeaus unten (im Tunnel) · U-Bahn-Strecke quer (im Tunnel) |                      | Karlsplatz                                        | Karlsplatz                                        |
| U-Bahn-Strecke quer (im Tunnel) · U-Bahn-Turmhaltepunkt mit Tunnelstrecke und geradeaus unten (im Tunnel) · U-Bahn-Strecke quer (im Tunnel) |                      | Stephansplatz                                     | Stephansplatz                                     |
| U-Bahn-Abzweig geradeaus und nach links (im Tunnel) |                      | Betriebsgleis 0: U4-Roßauer Lände, U2-Schottentor | Betriebsgleis 0: U4-Roßauer Lände, U2-Schottentor |
| U-Bahn-Strecke quer (im Tunnel) · U-Bahn-Turmhaltepunkt mit Tunnelstrecke und geradeaus unten (im Tunnel) · U-Bahn-Strecke quer (im Tunnel) |                      | Schwedenplatz                                     | Schwedenplatz                                     |
| |                      | Donaukanal                                        |                                                   |
| U-Bahn-Haltepunkt / Haltestelle (im Tunnel) |                      | Nestroyplatz                                      | Nestroyplatz                                      |
| U-Bahn-Überleitstelle / Spurwechsel (im Tunnel) |                      |                                                   |                                                   |
| U-Bahn-Strecke quer (im Tunnel) · U-Bahn-Turmhaltepunkt mit Tunnelstrecke und geradeaus oben (im Tunnel) · U-Bahn-Strecke quer (im Tunnel) |                      | Praterstern                                       | Praterstern                                       |
| |                      |                                                   |                                                   |
| U-Bahn-Haltepunkt / Haltestelle (im Tunnel) |                      | Vorgartenstraße                                   | Vorgartenstraße                                   |
| U-Bahn-Überleitstelle / Spurwechsel (im Tunnel) |                      |                                                   |                                                   |
| U-Bahn-Tunnelende |                      |                                                   |                                                   |
| |                      | Reichsbrücke, Donau                               |                                                   |
| U-Bahn-Haltepunkt / Haltestelle |                      | Donauinsel Eingehaust                             | Donauinsel Eingehaust                             |
| |                      | Reichsbrücke, Neue Donau                          |                                                   |
| U-Bahn-Haltepunkt / Haltestelle |                      | Kaisermühlen – VIC                                | Kaisermühlen – VIC                                |
| U-Bahn-Überleitstelle / Spurwechsel |                      |                                                   |                                                   |
| U-Bahn-Haltepunkt / Haltestelle |                      | Alte Donau                                        | Alte Donau                                        |
| |                      | Alte Donau                                        |                                                   |
| U-Bahn-Überleitstelle / Spurwechsel |                      |                                                   |                                                   |
| U-Bahn-Haltepunkt / Haltestelle |                      | Kagran                                            | Kagran                                            |
| U-Bahn-Abzweig geradeaus und ehemals nach links · U-Bahn-Betriebs-/Güterbahnhof Ende Hochstrecke und quer (Strecke außer Betrieb) |                      | Abstellanlage Kagran (bis 2006)                   | Abstellanlage Kagran (bis 2006)                   |
| U-Bahn-Tunnelanfang |                      |                                                   |                                                   |
| U-Bahn-Haltepunkt / Haltestelle (im Tunnel) |                      | Kagraner Platz                                    | Kagraner Platz                                    |
| |                      |                                                   |                                                   |
| U-Bahn-Überleitstelle / Spurwechsel (im Tunnel) |                      |                                                   |                                                   |
| U-Bahn-Tunnelende |                      |                                                   |                                                   |
| U-Bahn-Haltepunkt / Haltestelle |                      | Rennbahnweg                                       | Rennbahnweg                                       |
| U-Bahn-Strecke Ende Hochstrecke |                      |                                                   |                                                   |
| U-Bahn-Haltepunkt / Haltestelle |                      | Aderklaaer Straße                                 | Aderklaaer Straße                                 |
| U-Bahn-Tunnelanfang |                      |                                                   |                                                   |
| U-Bahn-Überleitstelle / Spurwechsel (im Tunnel) |                      |                                                   |                                                   |
| U-Bahn-Haltepunkt / Haltestelle (im Tunnel) |                      | Großfeldsiedlung                                  | Großfeldsiedlung                                  |
| U-Bahn-Überleitstelle / Spurwechsel links (im Tunnel) |                      |                                                   |                                                   |
| U-Bahn-Tunnelende |                      |                                                   |                                                   |
| U-Bahn-Bahnhof |                      | Leopoldau Eingehaust                              | Leopoldau Eingehaust                              |
| U-Bahn-Betriebs-/Güterbahnhof Streckenende |                      | Abstellanlage Leopoldau                           | Abstellanlage Leopoldau                           |

Die U-Bahn-Linie U1 im Netz der Wiener U-Bahn hat bei einer Streckenlänge von 19,2 Kilometern 24 Stationen. Damit ist sie Wiens längste U-Bahn-Linie. Sie verbindet, von 1978 bis 2017 in mehreren Etappen eröffnet, von der Station Oberlaa im südlichsten Stadtteil ausgehend, den 10. Wiener Gemeindebezirk Favoriten in Süd-Nord-Richtung über vier Kreuzungen mit anderen U-Bahn-Linien mit dem Bahnhof Wien Leopoldau nahe der nördlichen Stadtgrenze im 21. Wiener Gemeindebezirk (Floridsdorf). Die durchschnittliche Reisezeit zwischen den beiden Endstationen beträgt 34 Minuten.
Die U1 verbindet die Bezirke Favoriten, Wieden, Innere Stadt, Leopoldstadt, Donaustadt und Floridsdorf. Sie war der erste U-Bahn-Strecken-Neubau seit 1945 und ist, wenn man die nach ähnlichen Überlegungen gebaute (teilweise Tieflage, Kreuzungsfreiheit) und 1898 eröffnete Wiener Stadtbahn außer Betracht lässt, die allererste U-Bahn-Strecke Österreichs überhaupt. Die U1 war auch die erste Strecke, die das linke Donauufer Wiens erreichte. Die Signalfarbe ist Rot.

## Verlauf

Maßstabsgetreue Darstellung des Verlaufs der Linie U1

### Von Oberlaa zum Reumannplatz
Von der Endstation Oberlaa verläuft die 2017 eröffnete Teilstrecke über die Station Neulaa oberirdisch parallel zur Donauländebahn bis zur Station Alaudagasse. Zwischen den Stationen Oberlaa und Neulaa befindet sich eine Abstell- und Revisionshalle. Der Streckenabschnitt Oberlaa–Alaudagasse wird nur von jedem zweiten Zug befahren. Von der Station Alaudagasse folgt die U1 unterirdisch der Favoritenstraße nach Norden über die Stationen Altes Landgut und Troststraße zur Station Reumannplatz, 1978 bis 2017 der südliche Endpunkt der U1.

### Vom Reumannplatz zum Schwedenplatz

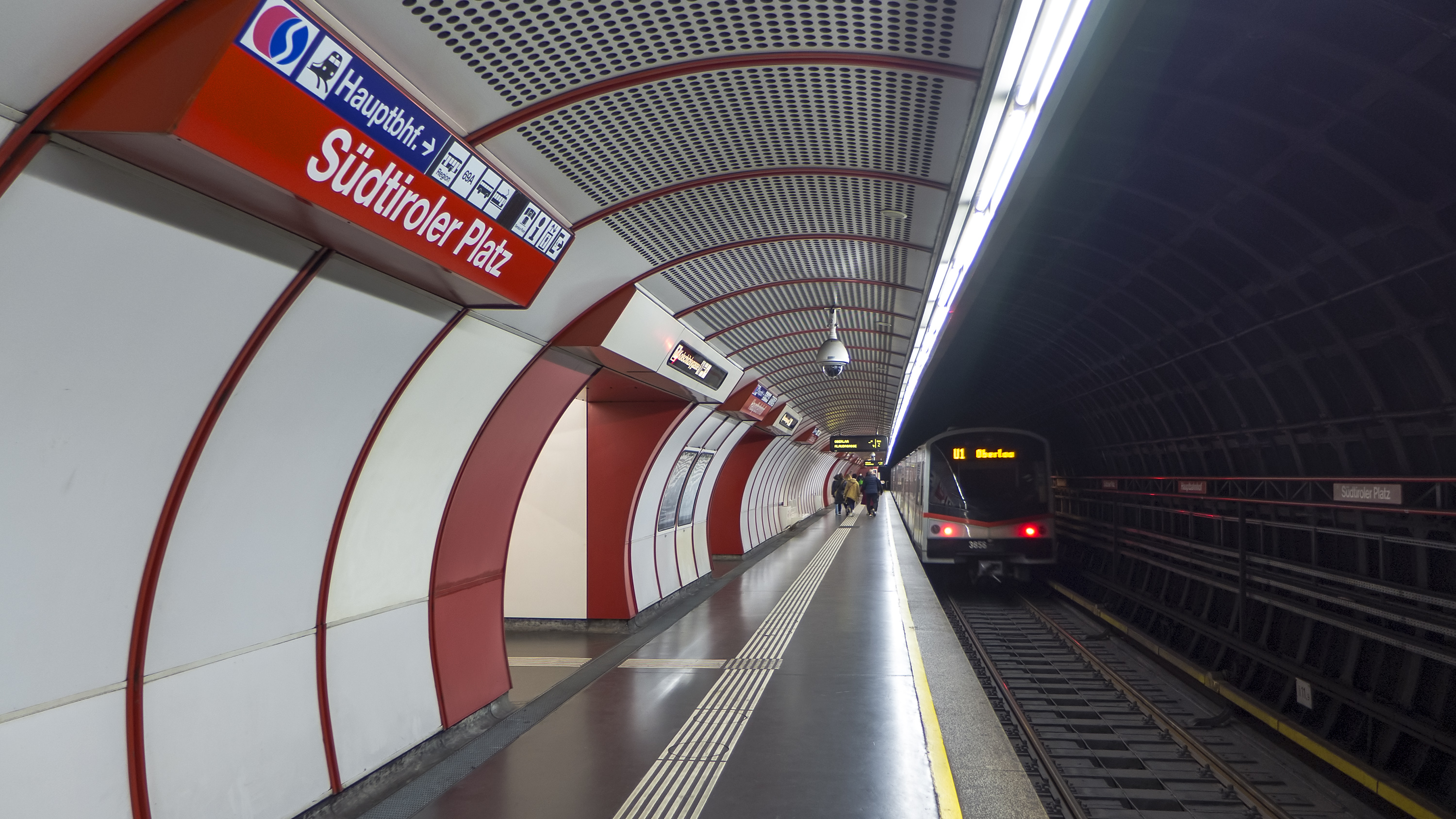
Die Station Südtiroler Platz aus der ersten Bauphase, 1978 eröffnet

Die U1 unterquert in seichter Tieflage den Reumannplatz in Favoriten, dem 10. Wiener Gemeindebezirk, und verläuft dann unter der Favoritenstraße nord- bzw. stadteinwärts zur Station Keplerplatz. An der Grenze zwischen dem 10. und dem 4. Wiener Gemeindebezirk unterquert die Trasse die Südbahn (bis Anfang 2010 auch den Steudeltunnel) und den Wiedner Gürtel und hat dort die Station Südtiroler Platz-Hauptbahnhof, die tiefer liegt, weil sie die hier unterirdisch verlaufende Stammstrecke der S-Bahn Wien unterfährt. Die Station bindet den Hauptbahnhof an den Wiener Nahverkehr an.
Danach folgt der Tunnel der U1 unter der inneren Favoritenstraße zur Station Taubstummengasse; nach der Querung der Gusshausstraße werden zum ersten Mal Häuser unterfahren. Ab Frankenberggasse liegt der Tunnel unter der Wiedner Hauptstraße und unterquert dann den Karlsplatz und das Bett des Wienflusses. Weiters werden unter dem zentralen Verkehrsknotenpunkt Karlsplatz die Trassen der U4 und der U2 unterquert. In diesem Bereich erreicht die U1 mit 24,63 m unter dem Straßenniveau ihren tiefstgelegenen Punkt.
Anschließend folgt die U1-Strecke in der Altstadt dem Verlauf der Kärntner Straße, schwenkt bei der Annagasse in einem leichten Bogen nach Westen und unterquert den Neuen Markt und die Seilergasse. Nach dem angrenzenden Stock-im-Eisen-Platz trifft sie auf den Stephansplatz, den Stadtmittelpunkt. Hier unterfährt sie die beiden Röhren der später eröffneten U3 und führt westlich des Stephansdoms in Richtung Rotenturmstraße weiter. Sie folgt deren Verlauf bis zum Fleischmarkt und schwenkt dann nach rechts unter die Griechengasse, bevor sie auf den Schwedenplatz und damit zum zweiten Mal auf die Linie U4 trifft, die sie unterquert.

### Vom Schwedenplatz nach Kagran

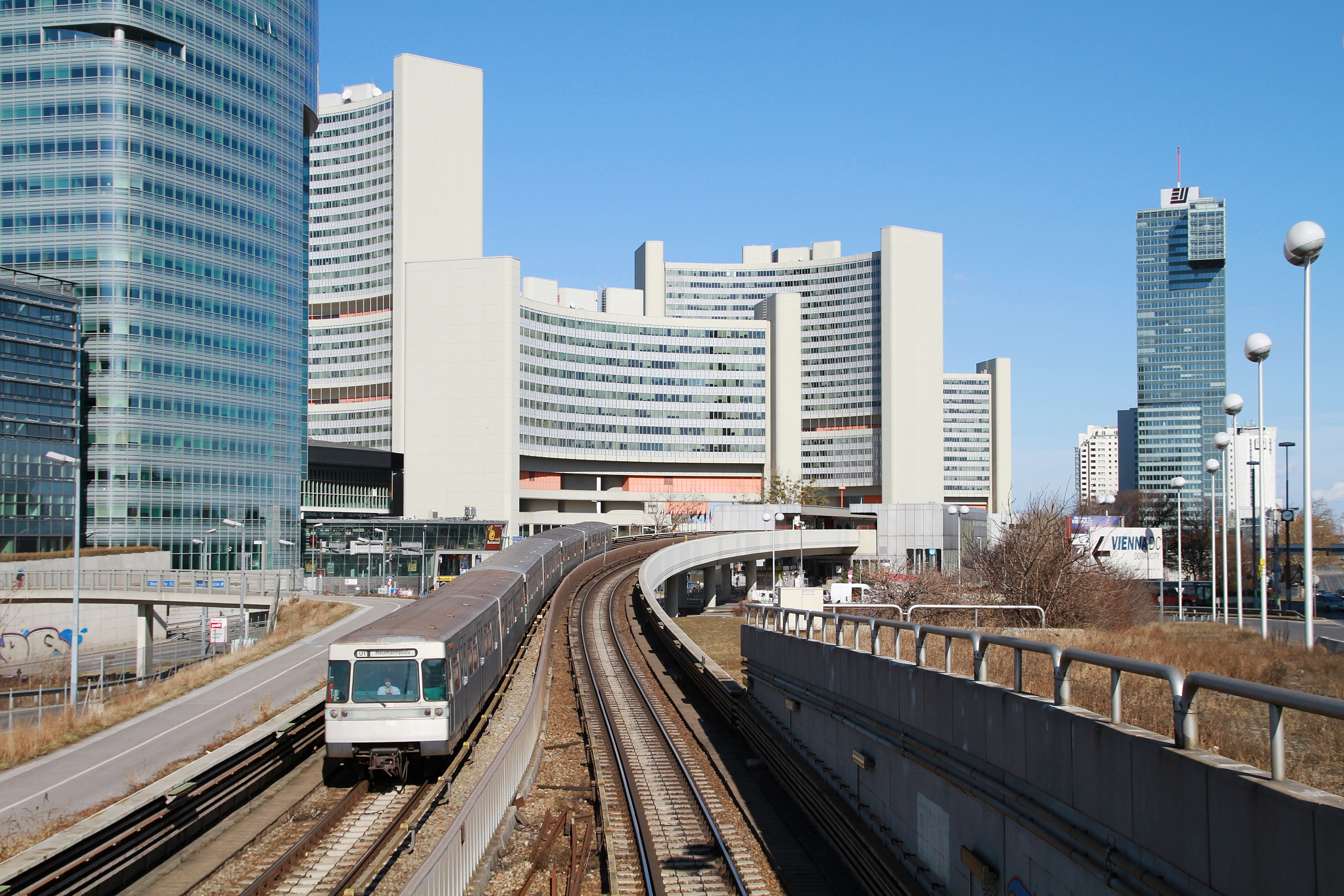
Die U1 vor der UNO-City

Nach der Unterquerung des Franz-Josefs-Kais, des Donaukanals (unter der Schwedenbrücke) und der Unteren Donaustraße führt der Tunnel unter der Praterstraße via Station Nestroyplatz zum Praterstern. Bei der Station Praterstern wird die U1 das einzige Mal von einer anderen U-Bahn-Linie unterfahren, nämlich seit Mai 2008 von der U2; S-Bahn und Regionalzüge verkehren in Hochlage.
Nordöstlich des Pratersterns folgt der Tunnel dem Verlauf der Lassallestraße bis zur Station Vorgartenstraße am südlichen Brückenkopf der Reichsbrücke. In deren Tragwerk, unter der Fahrbahn, überquert sie Donau, Donauinsel und Neue Donau. Hier befindet sich die oberirdische Station Donauinsel, die einzige U-Bahn-Station direkt auf der Insel.
Am nördlichen Brückenkopf überquert die U1 die Donauuferautobahn und führt nach einem leichten Schwenk nach Nordwesten ans Tageslicht. Ab der folgenden Station Kaisermühlen (Vienna International Centre) hat die U1 ihre eigene Hochbahntrasse und überquert die Alte Donau per Damm und Brücke parallel zur Wagramer Straße. Nach der Station Alte Donau folgt das U1-Hochbahnviadukt der Anton-Sattler-Gasse bis zur Station Kagran, bis 2006 Endstation.

### Von Kagran nach Leopoldau
Nach der Station Kagran verläuft die U1 nach dem Czernetzplatz wieder in einem Tunnel, der aber weiterhin der Anton-Sattler-Gasse folgt und nach der Unterquerung der Steigenteschgasse einen Schwenk zur Wagramer Straße macht. Unter dieser befindet sich zwischen Donaufelder Straße und Doningasse die Station Kagraner Platz. Nördlich der Kreuzung Wagramer Straße / Eipeldauer Straße taucht die Trasse wieder aus dem Untergrund auf und folgt als Hochbahnviadukt der Wagramer Straße nach Norden über die Station Rennbahnweg bis zur Kreuzung Lieblgasse. Hier schwenkt die U1 in einem leichten Bogen westwärts, wobei die Grenze zum 21. Bezirk, Floridsdorf, überschritten wird.
Nach der anschließenden Station Aderklaaer Straße führt die U1 wieder in einem Tunnel nach Norden. Zwischen der Julius-Ficker-Straße und der Kürschnergasse unterquert sie locker bebautes Stadtrandgebiet mit Wohnblocks der Großfeldsiedlung und Einfamilienhäusern. Nach der Station Großfeldsiedlung folgt sie dem Verlauf der Kürschnergasse bis zur Kreuzung Oswald-Redlich-Straße, um darauf in einem 90-Grad-Bogen nach Nordosten zu schwenken und, weiterhin unter locker bebautem Gebiet, die parallel zur Nordbahn liegende Endstation Leopoldau (S-Bahn) zu erreichen. Die Haltestelle Leopoldau wurde mit einem Parkhaus überbaut.

## Geschichte

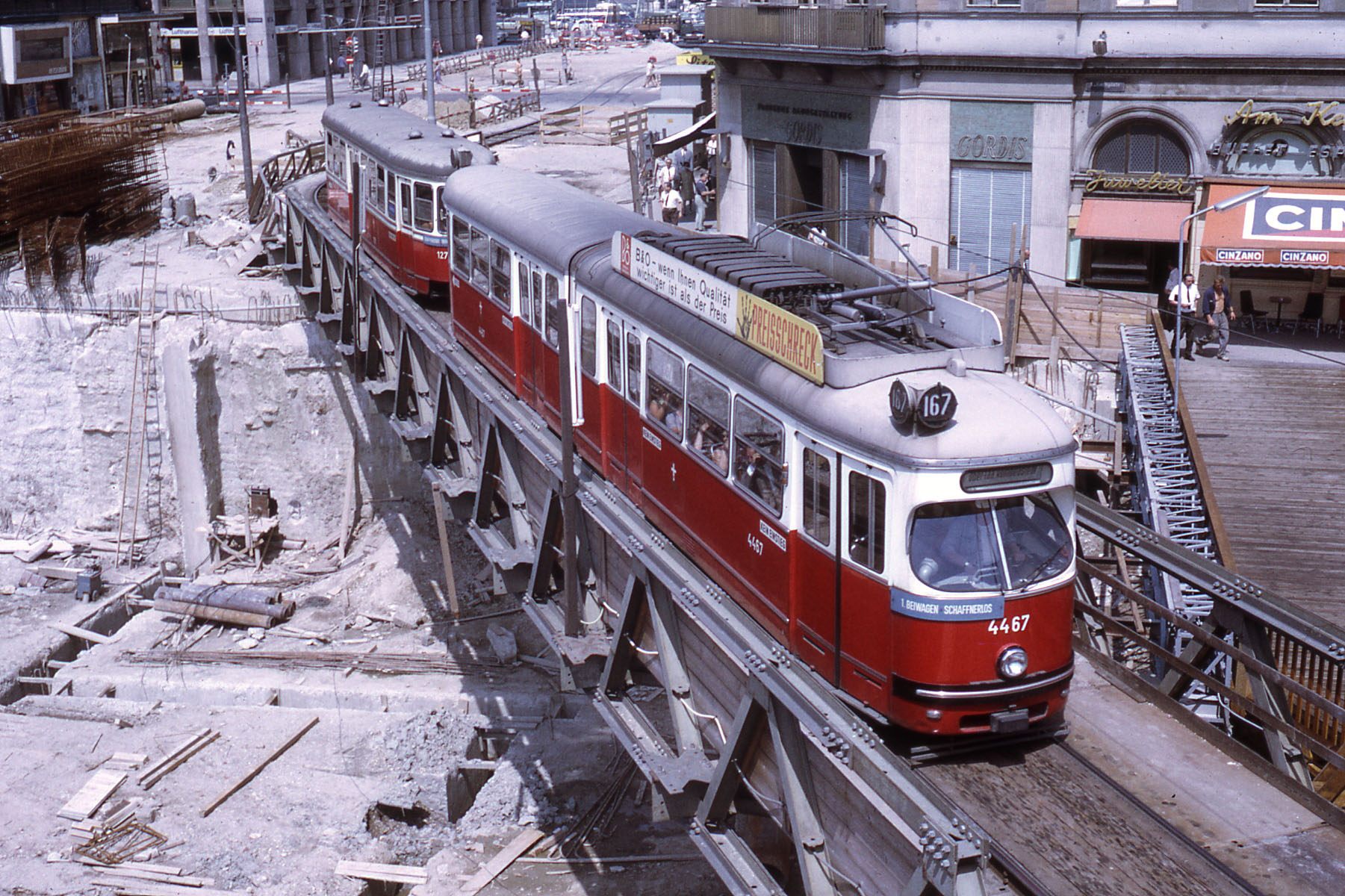
U-Bahn-Baugrube auf dem Karlsplatz, Ecke Kärntner Straße anno 1970, Zug der Linie 167 auf provisorischer Brücke

Die 1978 im Teilstück Reumannplatz–Karlsplatz eröffnete U1 war die erste in der Zweiten Republik neu errichtete U-Bahn-Strecke. Daher wird oft das Jahr 1978 als Startschuss für die Geschichte der Wiener U-Bahn genannt, zumal diese Strecke auch die niedrigste Liniennummer zugewiesen bekam. Allerdings verkehrte zuvor schon ab 1976 die U4 zwischen Heiligenstadt und Friedensbrücke oberirdisch auf einer ehemaligen Trasse der Wiener Elektrischen Stadtbahn.

### Die fehlende Innenstadtquerung

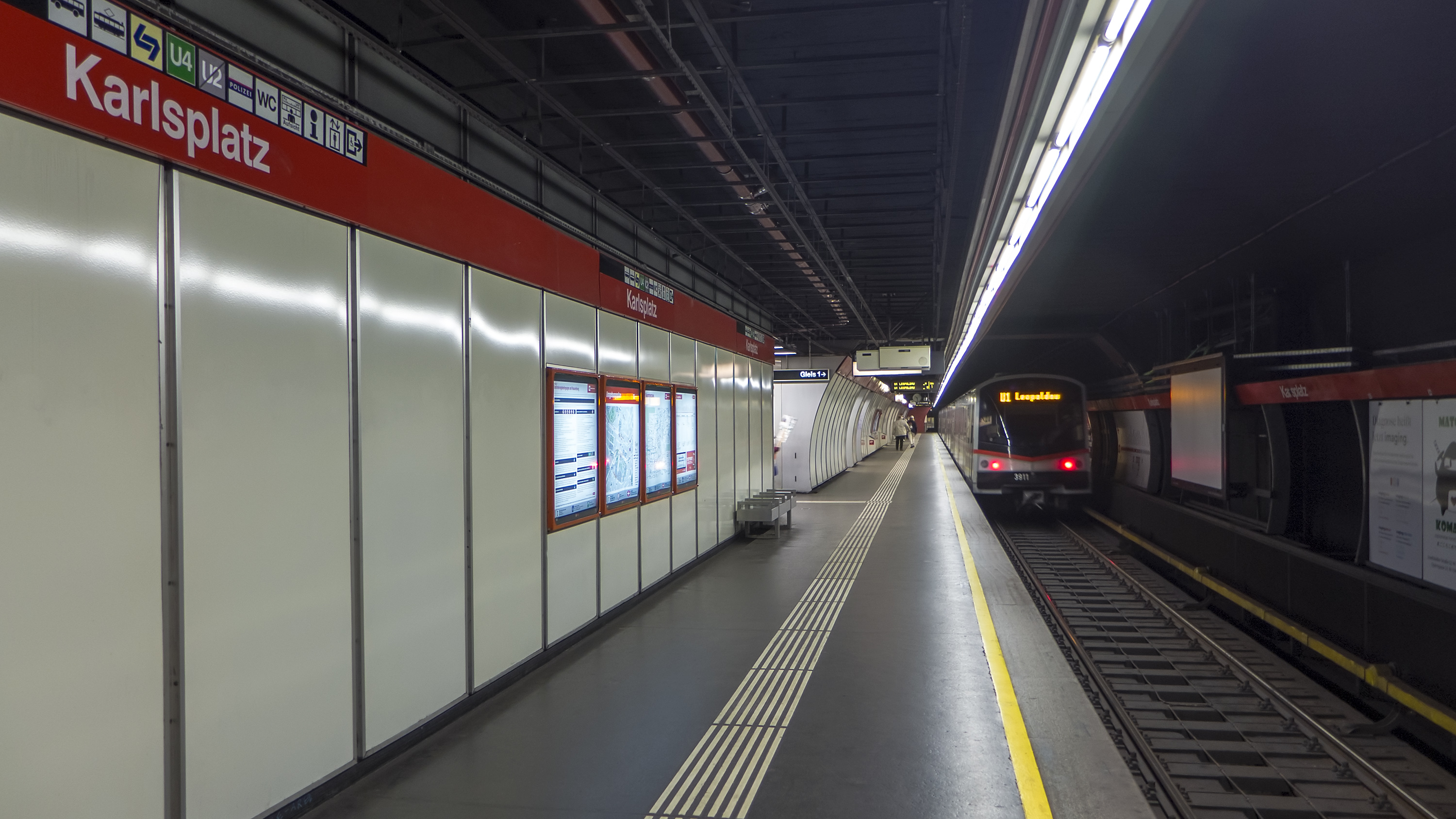
Die Bahnsteige der U1 am Karlsplatz

Seit Beginn der Geschichte des öffentlichen Nahverkehrs in Wien fehlte ein leistungsfähiges Massenverkehrsmittel für die Ende des 19. und bis in das 20. Jahrhundert hinein rasant gewachsene Stadt, das das Zentrum durchquerte. Nur wenige Straßenbahnlinien hatten ihre stadtseitigen Endstationen innerhalb der Ringstraße, z. B. auf dem Neuen Markt; keine Linie führte bis zum Stephansplatz, dem Mittelpunkt der Stadt. Das dichte Netz der Straßenbahnen hatte in der Mitte ein schmerzhaftes Loch.
Nach dem Bau der Stadtbahn, die 1898–1901 eröffnet wurde, dachte man an weitere U-Bahn-Projekte – Pläne aus dem Jahr 1910 sahen erstmals eine Cityquerung in Nord-Süd-Richtung vor, realisierte aber keines: Der Staat dachte eisenbahntechnisch und militärstrategisch, die Erschließung des Stadtzentrums war ihm kein Anliegen; die Stadtverwaltung allein hatte nicht genug Geld zu bauen. Der Erste Weltkrieg, die triste Nachkriegszeit und schließlich die Weltwirtschaftskrise verhinderten Chancen auf Jahrzehnte.
Nach dem „Anschluss“ 1938 tauchte in den gigantomanischen Plänen zur Umgestaltung Wiens mit Aufmarschachsen nicht nur ein Zentralbahnhof an der Stelle auf, wo seit 2014 der Hauptbahnhof Wien in Betrieb ist, nämlich beim Südtiroler Platz, sondern auch die Nord-Süd-Querung der Stadt mittels einer U-Bahn. Wieder verhinderte der Lauf der Geschichte den Bau der Wiener U-Bahn. Neuerliche Planungen zu einer Nord-Süd-Querung wurden erst wieder Mitte der 1960er Jahre aufgenommen. Ein Entwurf zur Entwicklung der Ustraba lässt 1963 die U1 in ihrer Urform erkennen. Zwei Jahre später, 1965, wurde bereits eine Voll-U-Bahn geplant.

### Der Bau der U1 1969–1982
Der Spatenstich für den Bau der U1 erfolgte am 3. November 1969 am Karlsplatz. In den folgenden Jahren entstanden am Karlsplatz, am Stephansplatz und später auch am Schwedenplatz große Baugruben. Das öffentliche Interesse an den Arbeiten war von Anfang an enorm. In der Arbeiter-Zeitung vom 4. November 1969 ist die Rede davon, dass „für die interessierten Wiener am Rand der Baugrube (am Karlsplatz, Anm.) ein eigenes Aussichtsplateau“ eingerichtet werden soll.
Bereits Ende August 1972 war ein großer Teil des Tunnels zwischen Karlsplatz und Stephansplatz fertiggestellt, und 1973 wurde einer der „Silberpfeile“, wie die U-Bahn-Fahrzeuge der ersten Generation von den PR-Managern der Wiener Verkehrsbetriebe genannt wurden, in den Bauschacht auf dem Karlsplatz versenkt. Im gleichen Jahr wurden Publikumsfahrten durch die unterirdischen Baustellen durchgeführt.

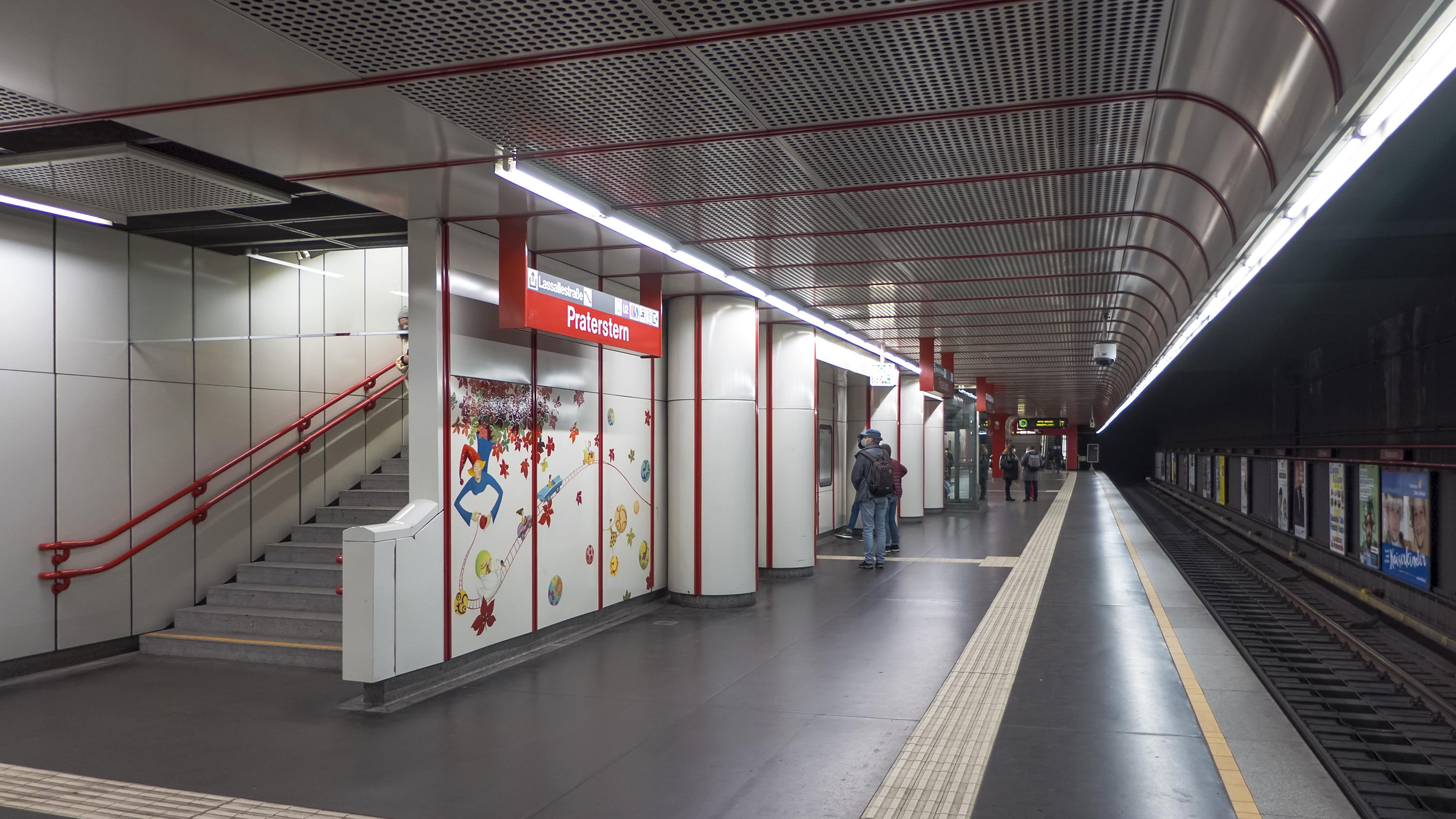
Station Praterstern, 2. Bezirk

Fünf Jahre später, am 25. Februar 1978, wurde das erste Teilstück der U1 zwischen Reumannplatz und Karlsplatz in Anwesenheit der Spitzen der Republik eröffnet. Sieben Monate später erfolgte die Freigabe des zweiten Teilstücks Karlsplatz–Stephansplatz, am 24. November 1979 das dritte Teilstück bis zum Nestroyplatz, und am 28. Februar 1981 wurde das vierte Teilstück bis zum Praterstern in Betrieb genommen.

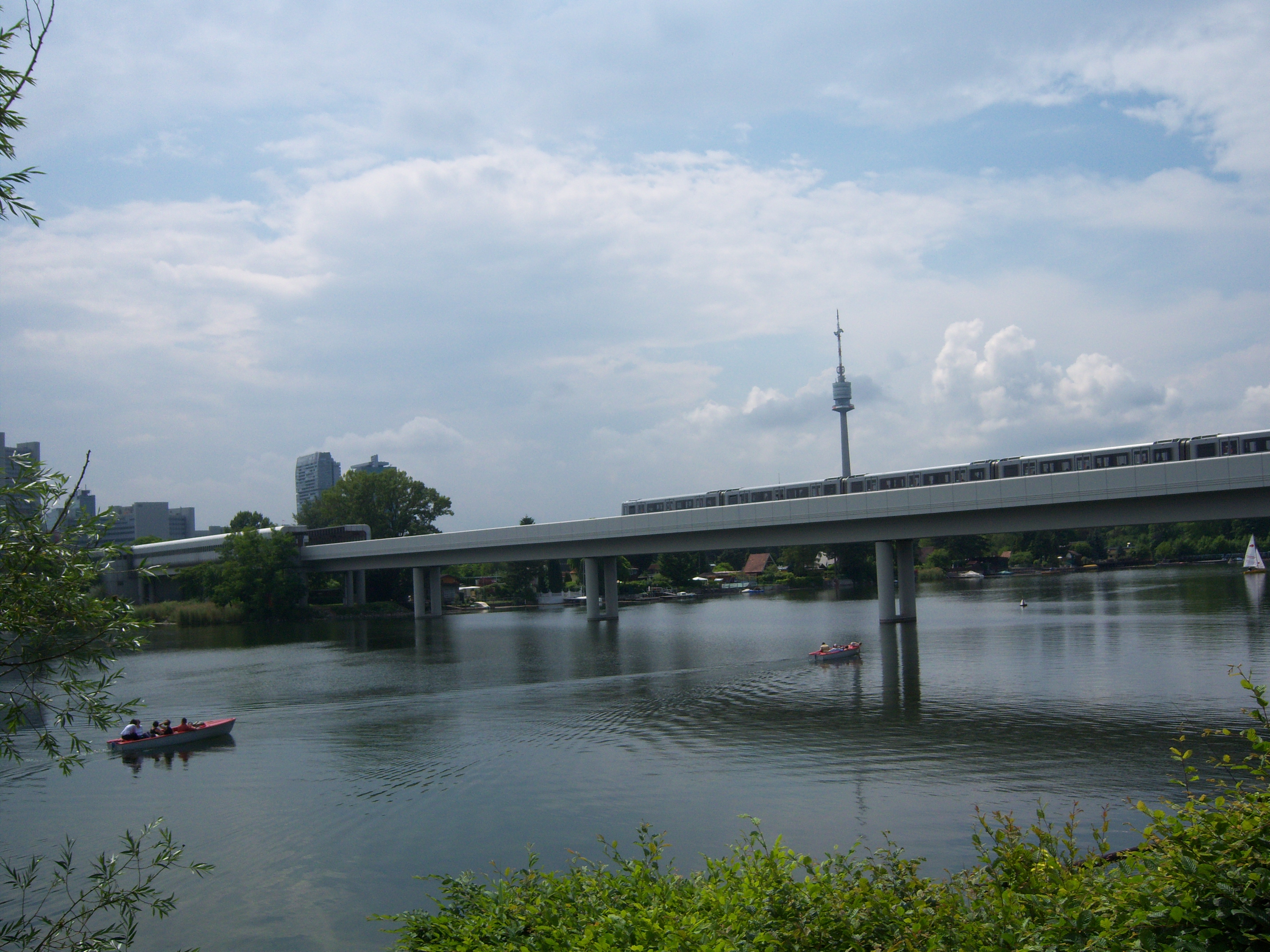
U1-Station Alte Donau

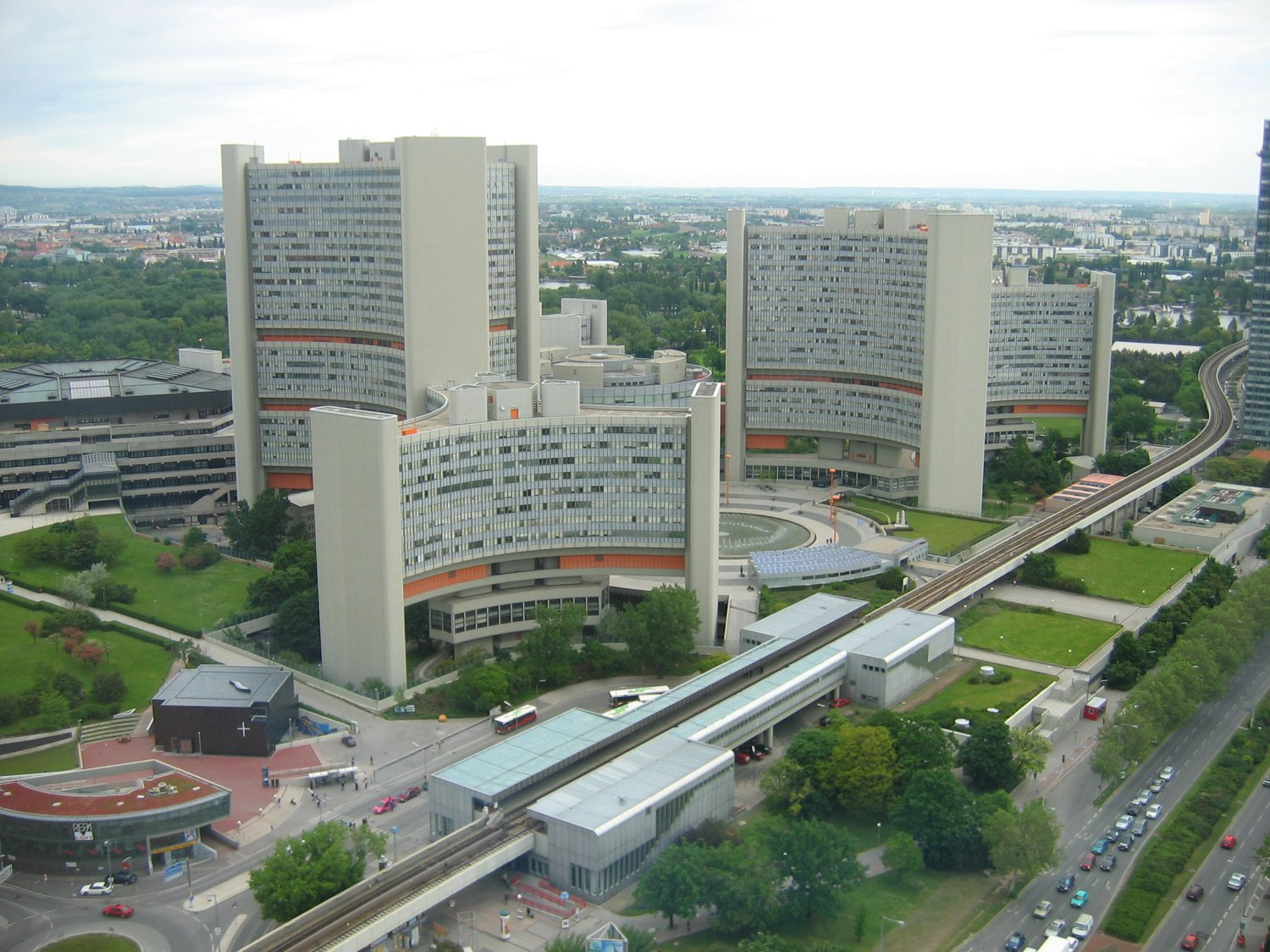
Station Kaisermühlen – Vienna International Centre mit der UNO-City, 22. Bezirk

Hier sollte die U1 nach den ursprünglichen Planungen für das Grundnetz vorerst enden, jedoch brachte der 1976 erfolgte Einsturz der Reichsbrücke Dynamik in den Wiener U-Bahn-Bau: Mit den Arbeiten am letzten Bauabschnitt Nestroyplatz–Praterstern sollte planmäßig am 2. August 1976 begonnen werden – einen Tag zuvor ereignete sich der Brückeneinsturz. In die neue Reichsbrücke wurde sogleich eine U-Bahn-Trasse eingeplant. Mit den Bauarbeiten für den ersten Abschnitt der U1 am nördlichen Donauufer wurde plangemäß Anfang Februar 1979 begonnen. Somit konnte das fünfte Teilstück der U1 am 3. September 1982 eröffnet werden. Damit wurde das nördliche Donauufer weit früher als erwartet mit einem U-Bahn-Anschluss versorgt.
Während der 1960er und 1970er Jahre gingen die Planer von Verzweigungen im künftigen U-Bahn-Netz aus, ein Konzept, das nach dem Scheitern der U-Bahn-Linie U2/U4 aufgegeben wurde. Bei der U1 wurde in der Station Praterstern für die geplante spätere Gabelung der U1 in einen Ast über die Donau und einen zum Praterstadion vorgesorgt. Diese Bauvorleistungen wurden bei Arbeiten für den Kreuzungsbahnhof mit der U2 nach 2000 wieder rückgebaut. In der Station Stephansplatz kamen die getroffenen Vorleistungen für die Kreuzung mit der U3 aber wie vorgesehen zum Tragen.

### Nördliche Verlängerung nach Leopoldau

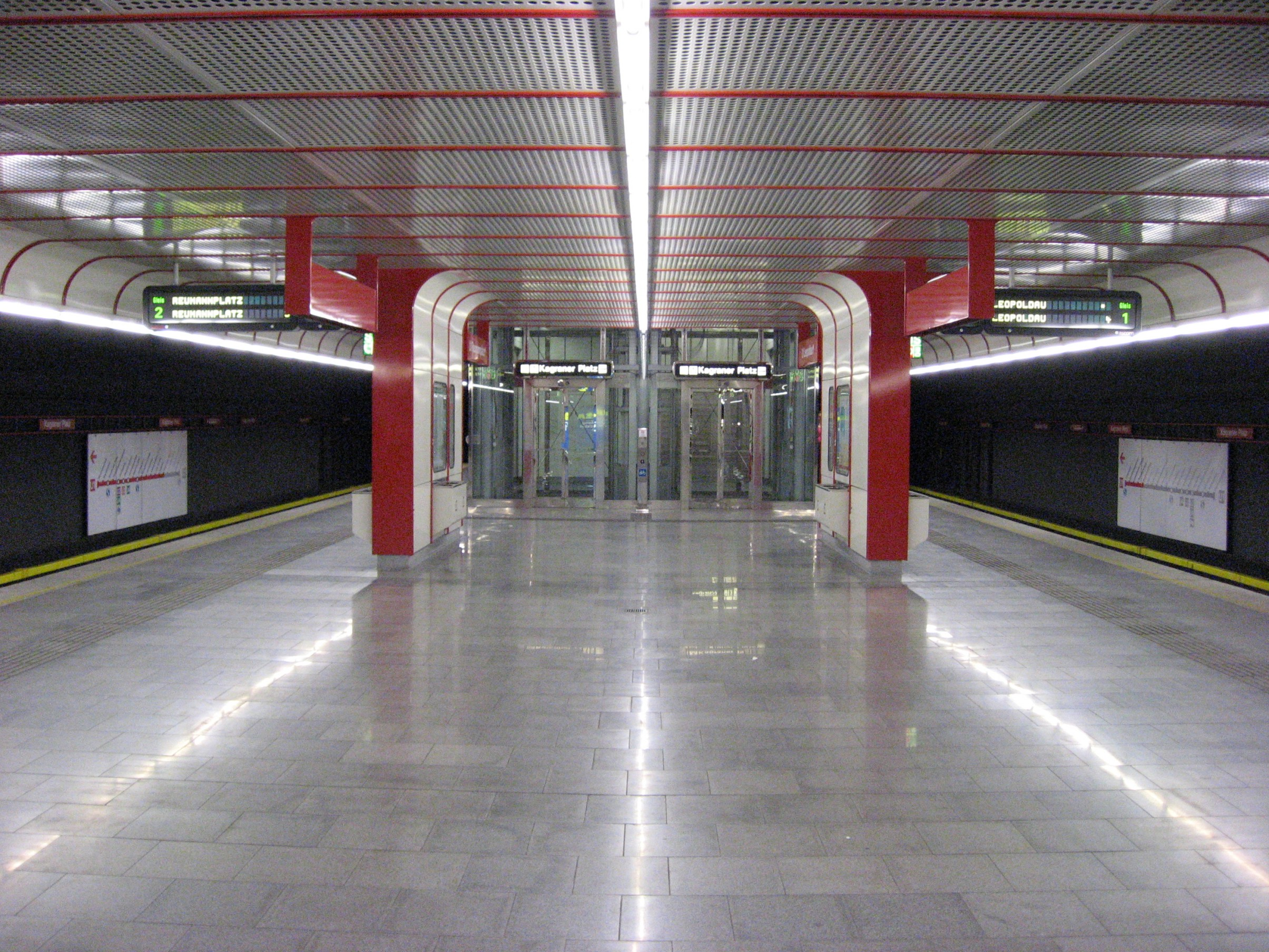
Die 2006 eröffnete Station Kagraner Platz

Der Weiterbau der U1 in Richtung Norden durch den 22. und 21. Wiener Gemeindebezirk fast bis an die Wiener Stadtgrenze erfolgte im Rahmen der 3. Ausbaustufe der Wiener U-Bahn in den Jahren 2002–2006. Dabei wurden fünf neue Stationen teils unterirdisch, teils als Hochbahnstationen geschaffen. Dieser Abschnitt führt an bedeutenden Wohnbauten der Zeit seit 1945, wie den Trabrenngründen (Rennbahnweg) und der Großfeldsiedlung sowie an offener Bebauung mit Einfamilienhäusern und Kleingartenanlagen vorbei. Da ein geplanter neuer Stadtteil neben der Station Aderklaaer Straße erst seit Anfang 2013 realisiert wird, ist diese Station noch wenig ausgelastet. Daher dachten die Wiener Linien bald nach der Eröffnung an eine vorübergehende Schließung dieser Station, die dann allerdings nicht durchgeführt wurde.

### Bauarbeiten 2012
Von 7. Juli bis 26. August 2012 war die U1 wegen Sanierungsarbeiten sowie Vorarbeiten für die südliche Verlängerung zwischen Reumannplatz und Schwedenplatz gesperrt.
Das älteste Teilstück der U1 bedurfte nach circa 35 Jahren einer Generalsanierung. Dabei wurde ein neues Gleisbett, mit neuen Schienen und neuen Schalldämmmatten eingebaut, welche die Fahrt ruhiger machen sollen. Weiters wurden Schaltanlagen erneuert und die Eisenstromschienen auf energiesparende Aluminiumstromschienen ausgetauscht. Durch die Schaffung zweier neuer Weichenverbindungen zwischen Reumannplatz und Keplerplatz sowie zwischen Taubstummengasse und Südtiroler Platz ist nun ein durchgehender Gleiswechselbetrieb auf der U1 möglich.

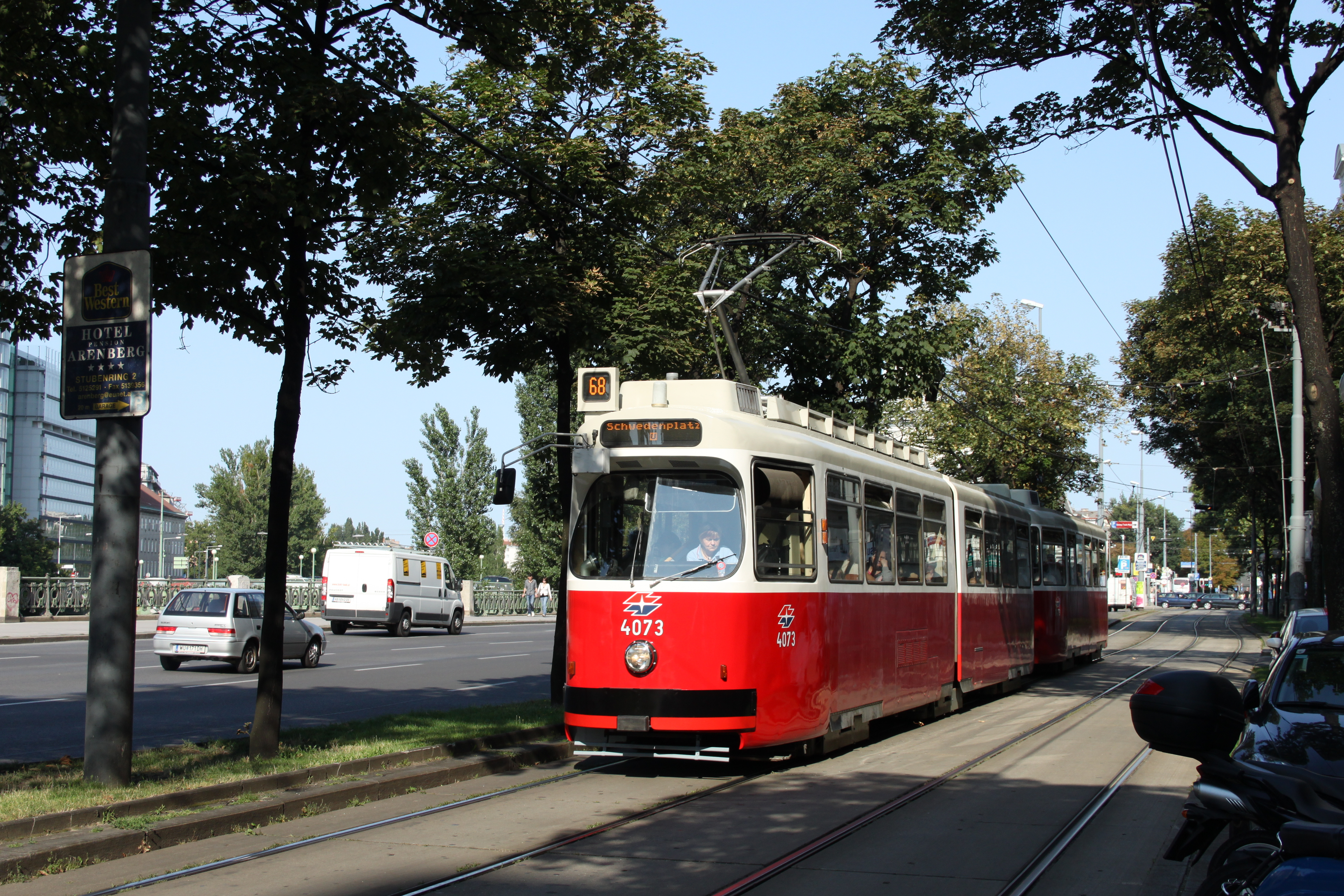
Linie 68 als U1-Ersatzverkehr

Als Ersatz für die eingestellte U1 sowie für die normalerweise verkehrende Linie 67 wurden zwei Sonderlinien der Straßenbahn eingerichtet:
- Die Linie 66 führte von Oberlaa, Therme Wien entlang der Strecke der Linie 67 zum Quellenplatz, dann weiter entlang der Linie 6 zum Matzleinsdorfer Platz und von dort wie die Linien 1 und 62 zur Station Kärntner Ring, Oper.
- Die Linie 68 fuhr vom Otto-Probst-Platz entlang der Strecke der Linie 67 zum Quellenplatz, dann weiter entlang der Linie O zum ehemaligen Südbahnhof, von dort wie der D-Wagen zum Schwarzenbergplatz und anschließend über den östlichen Ring und Kai bis zum Schwedenplatz. Um das Wenden der Ersatzlinie 68 am Schwedenplatz zu ermöglichen, wurden dort neue Gleisverbindungen eingebaut und so eine Wendemöglichkeit über die Schweden- und Marienbrücke geschaffen.[12]

An den Wochenenden und in der Nacht vom 14. auf den 15. August 2012 verkehrte die Linie 68 zwischen Schwedenplatz und Reumannplatz durchgehend und übernahm somit die Funktion der Nacht-U-Bahn. Zusätzlich fuhren die Nachtbuslinien N66 und N67 zur Oper.

### 2017: Von Oberlaa zum Reumannplatz

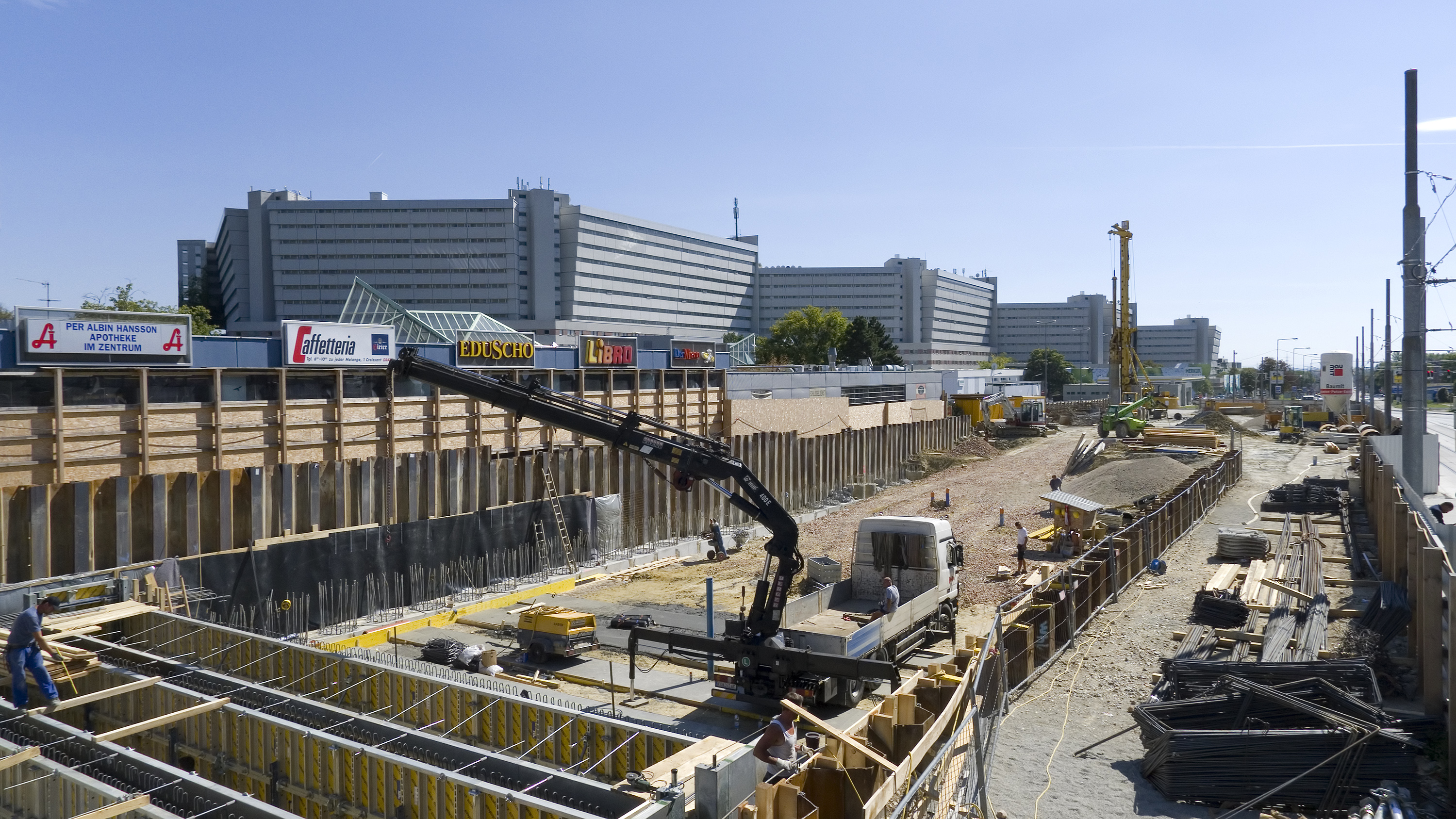
Baustelle im Bereich Alaudagasse (September 2012)

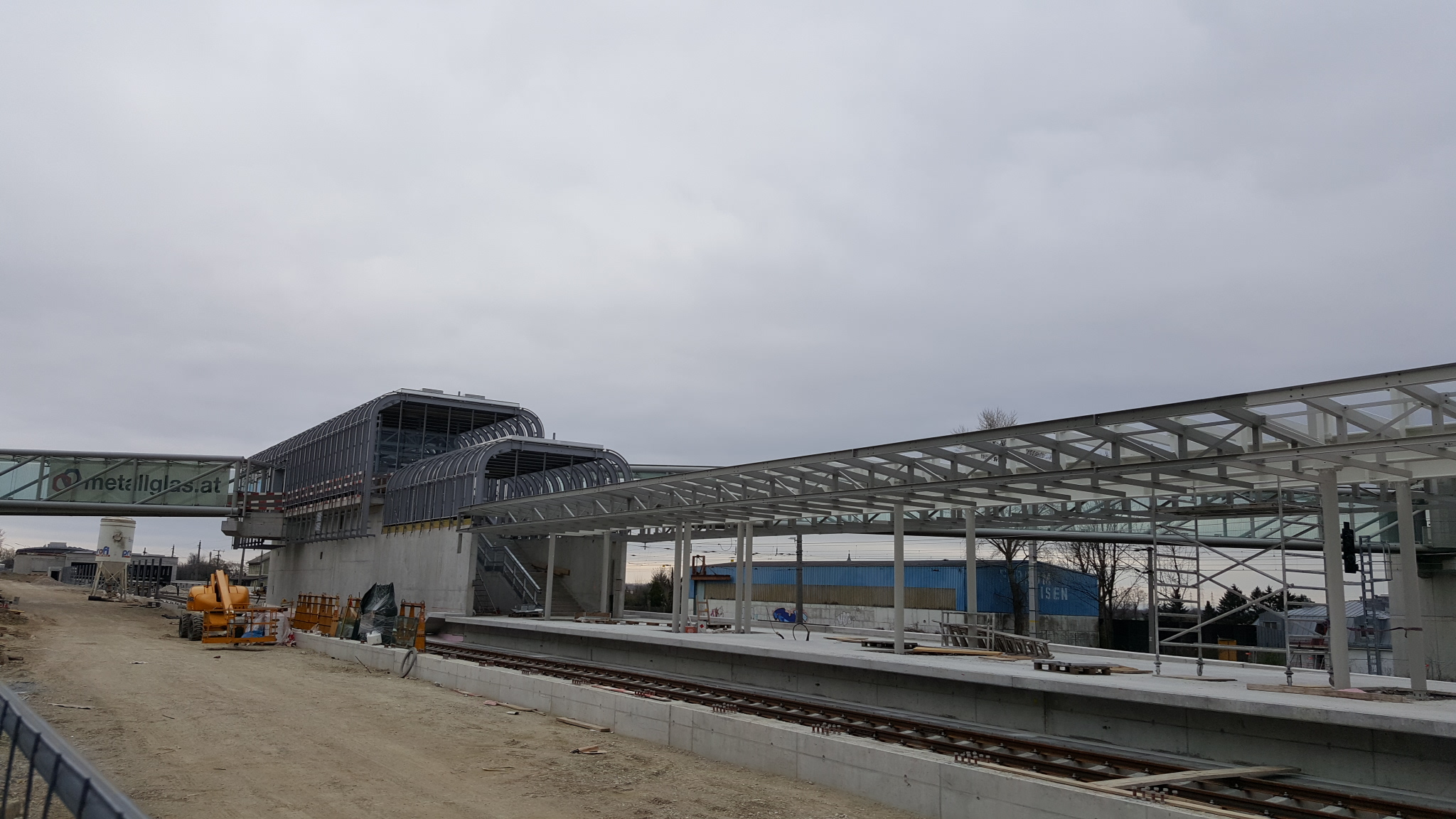
Endstation Oberlaa im Bau (April 2016)

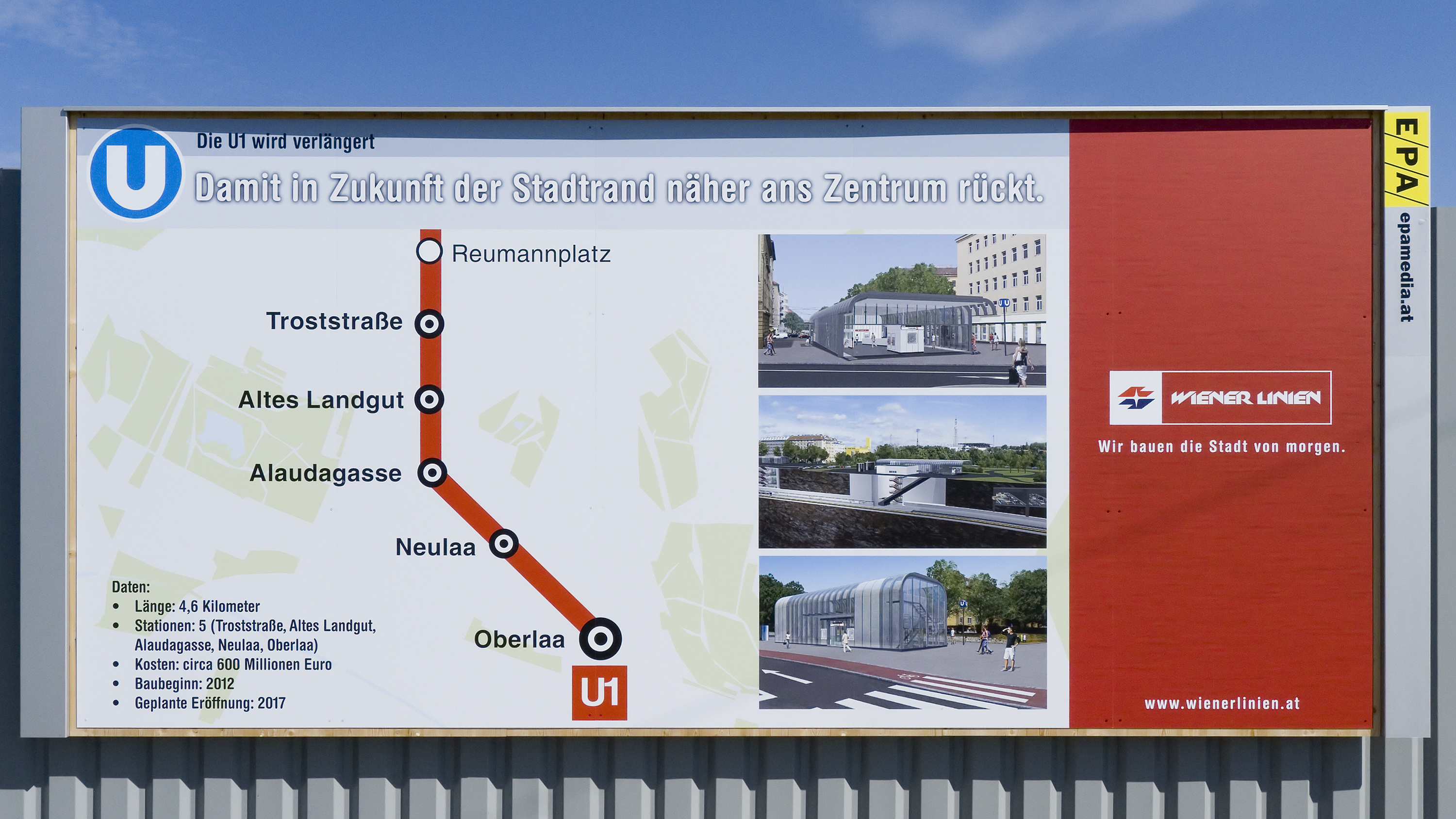
Die südliche Verlängerung der U1, Informationstafel

2010 begannen die Bauarbeiten für die Verlängerung der U1 nach Süden, ursprünglich geplant von der bisherigen Endstation Reumannplatz nach Rothneusiedl. Diese sollte den Planungen nach bis 2015 fertiggestellt sein. Das rund 4,6 Kilometer lange Teilstück würde 860 Millionen Euro kosten. Die Strecke sollte entlang der Favoritenstraße großteils unterirdisch bis zur Stadtgrenze führen.
Diese Verlängerung wurde bereits vor der Eröffnung des ersten U1-Teilstücks, 1978, vorgeschlagen und als in absehbarer Zeit realisierbar erachtet, wurde aber – wegen der teilweise schwierigen Errichtung der U3 – für lange Zeit zurückgestellt.
Am 21. März 2012 wurde bekannt, dass die Linie U1 nicht nach Rothneusiedl, sondern nach Oberlaa (Therme Wien) gebaut wird, wo seit 1974 die Straßenbahnlinie 67 ihre Endstation hatte. Die Strecke wurde am 2. September 2017 eröffnet. Damit wurde die U1 wieder zur längsten U-Bahn-Linie Wiens mit einer Gesamtlänge von 19,2 Kilometern; den Rekord mit den meisten Stationen hält diese Linie nun gemeinsam mit der U6 (24 Stationen). Die Straßenbahnlinie 67, die über weite Strecken parallel zur neuen U-Bahn-Strecke verlief, wurde mit Betriebsbeginn der U1 nach Oberlaa am Vormittag des 2. Septembers 2017 im Abschnitt Alaudagasse – Reumannplatz eingestellt. Im Bereich der U-Bahn-Station Alaudagasse erfolgten Vorbereitungen für eine künftige Liniengabelung der U1, sollte die weitere Entwicklung Rothneusiedls die Führung eines U-Bahn-Astes dorthin rechtfertigen.

### Besondere Vorkommnisse
Am 16. Dezember 2019 um 2 Uhr ereignete sich bei Schleifarbeiten ein Kabelbrand in der Station Karlsplatz. Der Betrieb war nur zwischen Oberlaa und Südtiroler Platz-Hauptbahnhof sowie zwischen Schwedenplatz und Leopoldau möglich. Der betroffene Abschnitt war daraufhin rund eine Woche unterbrochen.
Am 19. November 2024 geriet ein Waggon bei einer Betriebsfahrt zwischen den Stationen Südtiroler Platz und Taubstummengasse in Brand, die Bergung gestaltete sich schwierig, es mussten zudem Kabel und etwa fünfzig Meter Gleise erneuert werden, so dass die Linie U1 bis 27. November zwischen Schwedenplatz und Reumannplatz unterbrochen war und geteilt geführt wurde.

## Betriebszeiten und Takt
Stand: 29. Jänner 2024
| Zeit        | Mo–Fr (Schule) | Mo–Fr (Ferien) | Samstag     | Sonn- und Feiertag |
| ----------- | -------------- | -------------- | ----------- | ------------------ |
| 05:00–06:00 | 7–8 Minuten    | 7–8 Minuten    | 10 Minuten  | 10 Minuten         |
| 06:00–07:00 | 3–4 Minuten    | 3–4 Minuten    | 7–8 Minuten | 10 Minuten         |
| 07:00–09:00 | 2–3 Minuten    | 2–3 Minuten    | 5 Minuten   | 7–8 Minuten        |
| 09:00–10:00 | 3–4 Minuten    | 3–4 Minuten    | 5 Minuten   | 7–8 Minuten        |
| 10:00–13:00 | 3–4 Minuten    | 5 Minuten      | 5 Minuten   | 5 Minuten          |
| 13:00–15:00 | 3–4 Minuten    | 3–4 Minuten    | 5 Minuten   | 5 Minuten          |
| 15:00–16:00 | 3 Minuten      | 3–4 Minuten    | 5 Minuten   | 5 Minuten          |
| 16:00–19:00 | 3 Minuten      | 3 Minuten      | 5 Minuten   | 5 Minuten          |
| 19:00–20:00 | 5 Minuten      | 3–4 Minuten    | 5 Minuten   | 5 Minuten          |
| 20:00–21:00 | 5 Minuten      | 5 Minuten      | 5 Minuten   | 5 Minuten          |
| 21:00–00:30 | 7–8 Minuten    | 7–8 Minuten    | 7–8 Minuten | 7–8 Minuten        |
| 00:30–05:00 | Kein Betrieb   | Kein Betrieb   | 15 Minuten  | 15 Minuten         |

Jeder zweite Zug verkehrt nur zwischen Leopoldau und Alaudagasse, mit Ausnahme des Frühverkehrs bis 6 Uhr und des Nachtbetriebes am Wochenende.

## Bedeutung
Die U1 gehört mit dem Bau der UNO-City und der Donauinsel zu den Großprojekten, die Wien in den späten 1970er Jahren und den frühen 1980er Jahren am stärksten veränderten. Nach dem Ende der U-Bahn-Bauarbeiten wurden über den Tunnels in Favoriten und über der Kärntner Straße im 1. Bezirk die ersten Wiener Fußgängerzonen eröffnet. In der Gegend des Schwedenplatzes entwickelte sich unmittelbar nach der Eröffnung der U1 ein Ausgehviertel, das bald unter dem volkstümlichen Namen „Bermudadreieck“ bekannt wurde. Für den Eissalon Tichy am Reumannplatz im 10. Bezirk wurde nun Werbung in ganz Wien sinnvoll; die Mitte der achtziger Jahre fertiggestellte Donauinsel mit der Neuen Donau wurde vom Stadtzentrum aus in wenigen Minuten erreichbar.

## Fußnote
1. ↑  Ursprünglich beim Ringturm (Esslinggasse), bei der Börse (Börseplatz), beim Schottentor (Mölker Bastei), auf dem Neuen Markt und beim Schwarzenbergplatz (Hegelgasse).